# Black-ish
Black-ish je americký komediální televizní seriál vytvořený Kenyou Barris. Je vysílán od 24. září 2014 na stanici ABC. Hlavní role hrají Anthony Anderson a Tracee Ellis Ross. Stanice objednala v dubnu roku 2017 čtvrtou řadu, která měla premiéru dne 3. října 2017. Seriál získal několik ocenění na Zlatý glóbus, včetně ceny za nejlepší herečku, na cenu Emmy a cenu Teen Choice Awards. Dne 11. května 2018 stanice objednala pátou řadu, která měla premiéru dne 16. října 2018. V květnu 2019 stanice objednala šestou řadu, která měla premiéru 24. září 2019.
Stanice má již dva spin-offy. Seriál Grown-ish vysílá stanice Freeform od 3. ledna 2018. A seriál Mixed-ish bude vysílat stanice ABC od 24. září 2019.

## Obsazení

### Hlavní role
- Anthony Anderson jako Andre Johnson Sr.
- Tracee Ellis Ross jako Dr. Rainbow Johnson
- Yara Shahidi jako Zoey Johnson  (vedlejší role – od 4. řady, hlavní role – 1.–3. řada)
- Marcus Scribner jako Andre Johnson Jr.
- Miles Brown jako Jack Johnson
- Marsai Martin jako Diane Johnson
- Deon Cole jako Charlie Telphy  (vedlejší role – 1.–3. řada, hlavní role – od 4. řady)
- Jenifer Lewis jako Ruby Johnson (vedlejší role – 1. řada, hlavní role – od 2. řady)
- Jeff Meachem jako Josh Oppenhol (vedlejší role – 1. a 3.–4. řada, hlavní role – 2. a 6. řada)
- Peter Mackenzie jako Leslie Stevens (vedlejší role – 1.–2. řada, hlavní role – od 3. řady)

### Vedlejší role
- Laurence Fishburne jako Earl Johnson, Dreho otec
- Raven-Symoné jako Rhonda Johnson, Dreho sestra
- Faizon Love jako Sha, Dreho kamarád z dětství
- Tyra Banks jako Gigi Franklin, Dreho kamarádka z dětství
- Nicole Sullivan jako Janine, soused rodiny Johnsons
- Catherine Reitman jako Lucy, Dreho spolupracovnice
- Wanda Sykesová jako Daphne Lido, ex-manželka Phillipa Lida, nová majitelka společnosti Stevens & Lido
- Allen Maldonado jako Curtis Miller Jr., Dreho spolupracovník
- Elle Young jako Sharon Duckworth, Rhondy snoubenec
- Regina Hall jako Vivian, Andre a Rainbow chůva
- Daveed Diggs jako Johan Johnson, Rainbow bratr
- Nelson Franklin jako Connor Stevens, Leslie syn
- Diane Farr jako Rachel, pracovnice Stevens & Lido
- Rashida Jones jako Santamonica Johnson, Rainbow sestra
- Trevor Jackson jako Aaro, Zoey kamarád
- Anna Deavere Smith jako Alicia, Rainbow matka
- Beau Bridges jako Paul Johnson, Rainbow otec
- Issac Ryan Brown jako Young Dre
- Annelise Grace jako Megan, Juniorova přítelkyně

## Produkce
Poprvé se zmínka o produkci seriálu Black-ish objevila v říjnu roku 2013, kdy se informovalo o seriálu, ve kterém bude hrát Anthony Anderson. V lednu roku 2014 stanice ABC odsouhlasila natočení pilotního dílu. O dva týdny později se k projektu připojil producent Larry Wilmore. V polovině února by Laurence Fishburne obsazen do role otce Andersonovy postavy a Tracee Ellis Ross byla obsazena do hlavní ženské role.

### Natáčení
Dne 8. května 2014 stanice objednala první řadu. O pár dní později projekt Larry Wilmore opustil, z důvodu jeho nové televizní show The Nightly Show with Larry Wilmore. Dne 7. května 2015 stanice objednala druhou řadu. Dne 3. března 2016 stanice objednala třetí řadu. Dne 10. května 2017 stanice objednala čtvrtou řadu. Dne 11. května 2018 stanice objednala pátou řadu.

## Spin-offy

### Grown-ish
Dvacátýtřetí díl třetí řady s názvem „Liberal Arts“ sloužil jako předpilotní díl spin-offu, ve kterém hlavní roli Zoey hraje Yara Shahidi. Další hlavní role hrají Chris Parnell, Mallory Sparks, Matt Walsh a Trevor Jackson.
Na začátku května 2017 pilotní díl předali stanici Freeform. Dne 19. května 2017 stanice oficiálně objednala 13 dílů první řady. Seriál nese název Grown-ish. K obsazení byli přidáni Francia Raisa, Jordan Buhat a Chloe x Halle. Stanice objednala druhou řadu seriálu.

### Mixed-ish
Spin-off Mixed-ish byl objednán v květnu 2019 a vysílá jej stanice ABC od 24. září 2019.

## Ocenění

### 2015
- Americký filmový institut – Nejlepších deset seriálů roku 2014
- NAACP Image Awards – Nejlepší seriál (komedie), nejlepší herec (seriál-komedie) - Anthony Anderson, nejlepší herečka (seriál-komedie) – Tracee Ellis Ross, nejlepší herečka ve vedlejší roli (seriál-komedie) – Yara Shahidi, nejlepší herec ve vedlejší roli (seriál-komedie) – Laurence Fishburne
- Peabody Award

### 2016
- NAACP Image Awards – Nejlepší seriál (komedie), nejlepší herec (seriál-komedie) – Anthony Anderson, nejlepší herečka (seriál-komedie) – Tracee Ellis Ross, nejlepší herečka ve vedlejší roli (seriál-komedie) – Marsai Martin, nejlepší mladý herec – Marcus Scribner, nejlepší scénář (seriál-komedie) – Kenya Barris za díl „The World“
- TCA Awards – nejlepší komedie

### 2017
- NAACP Image Awards – Nejlepší seriál (komedie), nejlepší herec (seriál-komedie) – Anthony Anderson, nejlepší herečka (seriál-komedie) – Tracee Ellis Ross, nejlepší herec ve vedlejší roli (seriál-komedie) – Laurence Fishburne, nejlepší mladý herec/herečka – Marsai Martin, nejlepší scénář (seriál-komedie) – Kenya Barris za díl „Hope“
- MTV Movie & TV Awards – nejlepší americký příběh
- Young Artist Award – nejlepší mladý herec (seriál) – Anthony LaPenna
- Zlatý glóbus – Nejlepší herečka (komedie nebo muzikál) – Tracee Ellis Ross

### 2018
- NAACP Image Awards – Nejlepší seriál (komedie), nejlepší herec (seriál-komedie) – Anthony Anderson, nejlepší herečka (seriál-komedie) – Tracee Ellis Ross, nejlepší herečka ve vedlejší roli (seriál-komedie) – Marsai Martin, nejlepší režie (seriál-komedie) – Anton Cropper za díl „Juneteenth“